# 組蛋白甲基化

组蛋白甲基转移酶

組蛋白甲基化（Histone methylation）是真核生物染色體上包裹DNA的組蛋白之離胺酸或精胺酸被甲基化的轉譯後修飾，多發生在組蛋白H3與組蛋白H4向外延伸的N端尾，此反應由组蛋白甲基转移酶（HMT）催化，將S-腺苷甲硫氨酸（SAM）中的甲基轉移到組蛋白上，其中離胺酸可被加上一至三個甲基（取代NH3+基團上的氫離子），精胺酸則可被加上一或兩個甲基（取代NH2基團上的氫離子），過去認為此修飾不可逆，但現在已知有組蛋白脫甲基酶（HDM）可將組蛋白上的甲基水解移除。組蛋白甲基化可影響染色體結構以及與其他蛋白的結合力，因被修飾的胺基酸種類和加上的甲基數目不同，此修飾可能促進或降低基因的轉錄，如H3K4me2、H3K4me3與H3K79me3一般可促進轉錄，H3K9me2、H3K9me3、H3K27me2、H3K27me3和H4K20me3則抑制轉錄，另外有些組蛋白甲基化位點和DNA修復有關，可與參與DNA修復的蛋白結合。組蛋白上不同位點的多種修飾（包括甲基化、乙醯化、磷酸化等）可能組合成組蛋白密碼，共同影響染色體結構，並與細胞中的其他蛋白結合以調控基因的轉錄
雌性哺乳類細胞中X染色體去活化的過程中，去活化的X染色體（Xi）即受到H3K9me3、H3K27me3等位點的組蛋白甲基化，由與长链非编码RNAXist結合的多梳家族蛋白進行修飾，進而成為異染色質。組蛋白甲基化的異常與數種癌症有關。